# Leopold I. Pálffy z Erdődu
Hrabě Leopold I. Pálffy z Erdődu (německy Leopold I. Graf Pálffy, maďarsky Erdődi Pálffy Lipót, 14. prosince 1681 – 27. března 1720, Vídeň) byl uherský šlechtic z významného rodu Pálffyů z Erdődu.

## Život
Narodil se jako nejstarší syn Mikuláše VI. Pálffyho a jeho manželky Kateřiny Alžběty z Weichsu. Měl bratry Jana (1685–1716), Františka (1686–1735) a Karla (1687–1711 nebo 1720) a tři sestry – Marii Alžbětu (1681–1732), provdanou z Buquoy, Eleonoru (1682–1729), provd. z Abensperg-Traunu, Karolínu Doroteu (1689–1759), provd. z Rogendorfu. 
Stejně jako jeho bratři, také Leopold sloužil v císařské armádě, kde dosáhl hodnosti plukovníka. Bojoval v roce 1704 v bitvě u Hochstädtu, kde byl těžce zraněn a na zranění následky později téhož roku ve věku 39 let zemřel.  
Leopold Pálffy není uveden v Hirtenfeldově „Uebersicht der Generale und Oberste, welche vor dem Feinde geblieben oder in Folge der Verwundung vor demselben gestorben sind“, přesto však byl jediným ze šesti synů Mikuláše VI., který byl pokračovatelem rodu. Ostatní bratři padli v boji nebo podlehli později následkům zranění utrpěných na bitevním poli. 

### Manželství a potomstvo
Jeho manželkou byla Marie Antonie hraběnka Raduitová de Souches (1683–1750). Měli devět dětí – pět synů a čtyři dcery, mezi nimi: 
- Mikuláš (1710–1773) uherský zemský soudce
- Leopold II. Štěpán Pálffy z Erdődu (1716–1773), císařský generál a vrchního velitele a zastával významné státní úřady
- Rudolf Josef (1719–1768), císařský důstojník, manželka Marie Eleonora z Kounic-Rietbergu (1723–1776)